# San Carlo Canavese
San Carlo Canavese is een gemeente in de Italiaanse provincie Turijn (regio Piëmont) en telt 3985 inwoners (31-12-2019). De oppervlakte bedraagt 21,0 km², de bevolkingsdichtheid is 168 inwoners per km².

## Demografie
San Carlo Canavese telt ongeveer 1374 huishoudens. Het aantal inwoners steeg in de periode 1991-2001 met 5,3% volgens cijfers uit de tienjaarlijkse volkstellingen van ISTAT.
| Jaar | Inwoneraantal |
| ---- | ------------- |
| 1991 | 3368          |
| 2001 | 3548          |

## Geografie
San Carlo Canavese grenst aan de volgende gemeenten: Rocca Canavese, Vauda Canavese, Nole, Front, San Francesco al Campo, Ciriè, San Maurizio Canavese.
1. ↑  https://demo.istat.it/?l=it.